# Halič
Halič (allemand : Gaatsch,  hongrois : Gács) est un village de Slovaquie situé dans la région de Banská Bystrica.

## Histoire
La première mention écrite du village date de 1200.
La localité fut annexée par la Hongrie après le premier arbitrage de Vienne le 2 novembre 1938. En 1938, on comptait 1 089 habitants dont 35 d'origine juive. Elle faisait partie du district de Lučenec (hongrois : Losonci járás). Durant la période 1938 - 1945, le nom hongrois Gács était d'usage. À la libération, la commune a été réintégrée dans la Tchécoslovaquie reconstituée.

## Démographie

### Évolution de la population
| Année:               | 1994. | 2004.   | 2014.   | 2024.   |
| -------------------- | ----- | ------- | ------- | ------- |
| Nombre de personnes: | 1547  | 1697    | 1670    | 1656    |
| Différence:          |       | +9,69 % | -1,59 % | -0,83 % |

| Année:               | 2023. | 2024.   |
| -------------------- | ----- | ------- |
| Nombre de personnes: | 1647  | 1656    |
| Différence:          |       | +0,54 % |

## Personnalité
- Hana Ponická, écrivaine, femme politique et dissidente anti-soviétique, née et inhumée à Halič.